# Tipula (Tipula) hollanderi
Tipula (Tipula) hollanderi is een tweevleugelige uit de familie langpootmuggen (Tipulidae). De soort komt voor in het Afrotropisch gebied.